# 1337x
1337x — це веб-сайт, який надає каталог торрент-файлів і magnet-посилань, які використовуються для peer-to-peer обміну файлами через протокол BitTorrent. Згідно з новинним блогом TorrentFreak, 1337x є другим за популярністю торрент-сайтом станом на 2023 рік.

## Історія сайту
1337x був заснований у 2007 році та набув популярності у 2016 році після закриття KickassTorrents. У жовтні 2016 року було представлено оновлений дизайн веб-сайту з новими функціями. Сайт заборонений у пошукових запитах Google і не з'являється під час пошуку через пошуковик Google. Цю дію було вжито на запит Feelgood Entertainment у 2015 році. У 2015 році сайт було перенесено зі старого домену .pl на .to, частково для того, щоб уникнути блокування.
Дизайн 1337x можна порівняти з нині неіснуючим h33t. Його вважають за альтернативу Pirate Bay зв'язку з його потенційним закриттям.